# M25 (motorväg)

Lägeskarta.

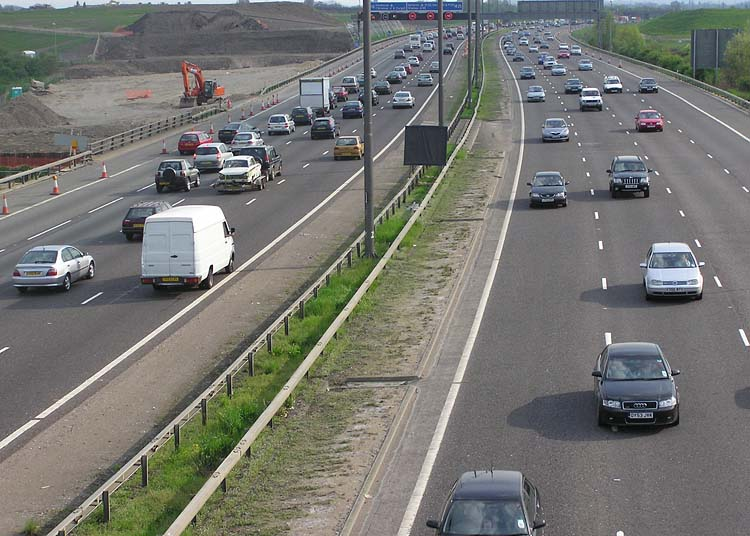
M25 nära Heathrow.

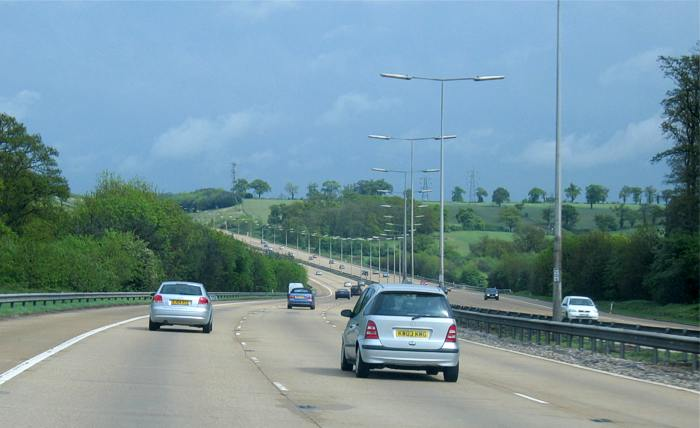
En del av M25 när trafiken är ganska lugn.

M25 eller London orbital motorway är en 188 km lång motorväg i Storbritannien och är den stora ringled som går runt London. Det är också en av Europas allra mest trafikerade motorvägar. Tanken på ringväg hade funnits mycket länge i London och de första funderingarna kom redan i början av 1900-talet. De första mer konkreta planerna växte fram 1937. Med tiden växte det också fram mindre ringleder i London men dessa började efter ett tag anses som otillräckliga för att komplettera de motorvägar som förbinder London med övriga Storbritannien.
Under 1960- och 1970-talen togs det fram nya planer på en större ringled som skulle gå runt hela London lite längre ut och som skulle göra det möjligt att kunna passera London på ett smidigt sätt och dessutom skulle knyta ihop med de övriga motorvägarna som anslöt till London. Vägbygget påbörjades under 1970-talet och vägen byggdes i sektioner och öppnades bit för bit. Den första biten öppnades 1975 och sedan öppnades vägen bitvis mellan 1975 och 1985. Motorvägen blev sedan officiellt invigd i oktober 1986 av Storbritanniens dåvarande premiärminister Margaret Thatcher. Vid invigningen påstods det att denna motorväg var lösningen på ett flertal av Londons trafikproblem men motorvägen hade fått hård kritik långt före invigningen då man befarade stora köbildningar. Kritikerna fick också rätt då denna motorväg har blivit känd för sina långa köer och ibland benämnts som "världens största parkeringsplats".
Motorvägen har inspirerat till bland annat sången Road to Hell med Chris Rea och i boken Goda omen av Terry Pratchett och Neil Gaiman beskrivs denna som det främsta exemplet på vad som skulle kunna vara satans inflytande på jorden. Den brittiska musikgruppen Orbital har även tagit sitt namn efter ringleden.
Motorvägen är försedd med elektroniska trafikkontrollsystem, bland annat ett som heter MIDAS, Motorway Incident Detection and Automatic Signalling.